# Chaetolepas calcitergum
Chaetolepas calcitergum is een rankpootkreeftensoort uit de familie van de Idioiblidae. De wetenschappelijke naam van de soort is voor het eerst geldig gepubliceerd in 2006 door Buckeridge & Newman.